# 波利卡尔普·马勒欣
波利卡尔普·马勒欣（羅馬尼亞語：Policarp Malîhin，1954年3月9日—），罗马尼亚男子皮划艇运动员。他曾代表罗马尼亚参加1976年夏季奥林匹克运动会皮划艇比赛，获得男子双人皮艇500米铜牌。